# Berberis rechingeri
Berberis rechingeri är en berberisväxtart som beskrevs av Schneider. Berberis rechingeri ingår i släktet berberisar, och familjen berberisväxter. Inga underarter finns listade i Catalogue of Life.